# Lee Meng-yuan
Lee Meng-yuan (Taoyuan, 25 de agosto de 1994) é um atirador esportivo taiwanês.

## Carreira
O pai de Lee, Hsieh Chih-pei, era um atirador esportivo e o levou para o campo de tiro quando ele era um estudante do jardim de infância. Lee estudou na National Taiwan Sport University.
Lee fez sua estreia nos Jogos Asiáticos de 2010. Ele foi treinado pelo técnico Tsai Pai-sheng (Choi Pak Sang). Após a morte de Tsai em 2011, Lee interrompeu as competições de tiro ao alvo por 2 anos até que seu pai se tornou seu treinador e o empurrou de volta para a competição. Ele ficou em 5º lugar nos Jogos Asiáticos de 2022. Ele ganhou a medalha de bronze no Campeonato Asiático de Tiro em 2023. Em 2024, ele ganhou a medalha de ouro no Campeonato Asiático de Espingarda.
Nos Jogos Olímpicos de Verão de 2024, em Paris, conquistou a medalha de bronze na competição do skeet masculino.